# Ширина патента
Ширина патента — степень, в которой данный патент охватывает поле, к которому он относится. Другими словами, это означает минимальный размер усовершенствований, которые должен сделать другой изобретатель, чтобы получить независимый (не нарушающий прав) патент.

## Определение ширины патента в заявке
Заявка, которую подают при получении патента состоит из двух ключевых разделов.
Во-первых, описание технической части, ранее предоставленные патенты, предшествующие научные публикации и другие источники, которые известны специалисту и относятся к патентоспособности изобретения. 
Во-вторых, претензии патента (конкретный список того, что заявитель желает требовать от интеллектуальной собственности). В этой части описывается ширина патента, на которую претендует заявитель.
Далее поданная заявка проверяется ответственными органами на соответствие претензиям и существующим законам. Первоначальное решение о том, соответствует ли данная патентная заявка стандарту для патентоспособности, выносит патентный эксперт, обладающий опытом в научной или технической области приложения. Если эксперт выдает первоначальное разрешение заявки, изобретателю может быть предоставлен патент. Тем не менее в большинстве случаев экзаменатор вместо этого выдает так называемое отклонение в качестве своего первого решения по заявке.
Это означает, что отказ является, по сути, приглашением для заявителя представить пересмотренную заявку на патент, которая, например, устраняет одну или несколько претензий или изменяет текст некоторых претензий. Это означает, что в первоначальной заявке по мнению эксперта ширина патента была определена неправильно и требует пересмотра. Данная процедура необходима, чтобы защитить интеллектуальную собственность уже существующих патентов и разграничить их области влияния. Далее наступает процесс патентной защиты – фраза, используемая для обозначения взаимодействия между организацией, выдающей патенты (USPTO – в США, Роспатент – в России) и патентообладателем или ее представителем (например, адвокатом), может включать несколько раундов отказа и пересмотра и в этом смысле может наилучшим образом концептуализироваться как итеративный процесс между кандидатом и экзаменатором, а не как одноразовое решение эксперта. Весь этот процесс направлен на описание границ ширины патента.

## Экономическое содержание ширины патента
С эмпирической точки зрения измерение ширины патентных заявок или выданных патентов довольно сложно. Большинство решений по определению ширины патента каким-то образом основаны на тексте претензий патента, которые могут быть концептуализированы как границы права интеллектуальной собственности, которое запрашивается или уже было предоставлено. Система патентования способствует исследованиям и разработкам (R&D), предоставляющим новаторам монопольную власть. Чтобы избежать чрезмерной монопольной власти, правительства обычно фиксируют конечную длительность патентов. Менее очевидно, но также важно то, что монополия на новые технологии может быть ограничена и другим способом: посредством принудительного лицензирования, позволяющего другим фирмам проводить исследования, затрагивающие область патентования и т. д. Все эти аспекты определяют то, что называется шириной патента.
Вообще говоря, сокращение ширины патента приводит к большей конкуренции на товарном рынке после инноваций. Тем не менее конкуренция не всегда является социально выгодной. Независимо от того, что означает «больше конкуренции», это может включать социальные издержки, такие как дублирование затрат на вход, неэффективное производство и т.д.